# شليلة (حرض)

تعديل مصدري - تعديل

شليلة هي إحدى قرى عزلة بني الحداد بمديرية حرض التابعة لمحافظة حجة، بلغ تعداد سكانها 254 نسمة حسب تعداد اليمن لعام 2004.